# Lake Wilson (Minnesota)
Lake Wilson es una ciudad ubicada en el condado de Murray en el estado estadounidense de Minnesota. En el Censo de 2010 tenía una población de 251 habitantes y una densidad poblacional de 193,05 personas por km².

## Geografía
Lake Wilson se encuentra ubicada en las coordenadas 43°59′43″N 95°57′17″O / 43.99528, -95.95472. Según la Oficina del Censo de los Estados Unidos, Lake Wilson tiene una superficie total de 1.3 km², de la cual 1.08 km² corresponden a tierra firme y (16.73%) 0.22 km² es agua.

## Demografía
Según el censo de 2010, había 251 personas residiendo en Lake Wilson. La densidad de población era de 193,05 hab./km². De los 251 habitantes, Lake Wilson estaba compuesto por el 99.6% blancos, el 0% eran afroamericanos, el 0% eran amerindios, el 0.4% eran asiáticos, el 0% eran isleños del Pacífico, el 0% eran de otras razas y el 0% pertenecían a dos o más razas. Del total de la población el 1.99% eran hispanos o latinos de cualquier raza.